# VII Giochi asiatici invernali
I VII Giochi asiatici invernali si sono svolti ad Almaty e Astana, in Kazakistan, dal 30 gennaio al 6 febbraio 2011.

## Nazioni partecipanti
Hanno partecipato 26 nazioni, una in più rispetto all'edizione precedente. Bahrein, Qatar e Singapore hanno fatto il loro debutto. L'Indonesia non ha partecipato alle gare, presenziando alla competizioni solo con gli arbitri.
 Afghanistan (1)

 Bahrein (15)

 Cina (134)

 Corea del Nord (32)

 Corea del Sud (108)

 Emirati Arabi Uniti (25)

 Filippine (3)

 Giappone (102)

 Giordania (2)

 Hong Kong (3)

 India (11)

 Iran (10)

 Kazakistan (169)

 Kirghizistan (53)

 Kuwait (21)

 Libano (2)

 Malaysia (22)

 Mongolia (52)

 Nepal (1)

 Palestina (2)

 Qatar (4)

 Singapore (1)

 Tagikistan (2)

 Taipei cinese (32)

 Thailandia (25)

 Uzbekistan (8)

## Discipline
Il programma dei VII Giochi asiatici invernali prevedeva 11 discipline, per un totale di 69 eventi.
- Bandy (dettagli)
- Biathlon (dettagli)
- Freestyle (dettagli)
- Hockey su ghiaccio (dettagli)
- Pattinaggio di figura (dettagli)
- Pattinaggio di velocità (dettagli)
- Short track (dettagli)
- Salto con gli sci (dettagli)
- Sci alpino (dettagli)
- Sci di fondo (dettagli)
- Sci orientamento (dettagli)

## Impianti

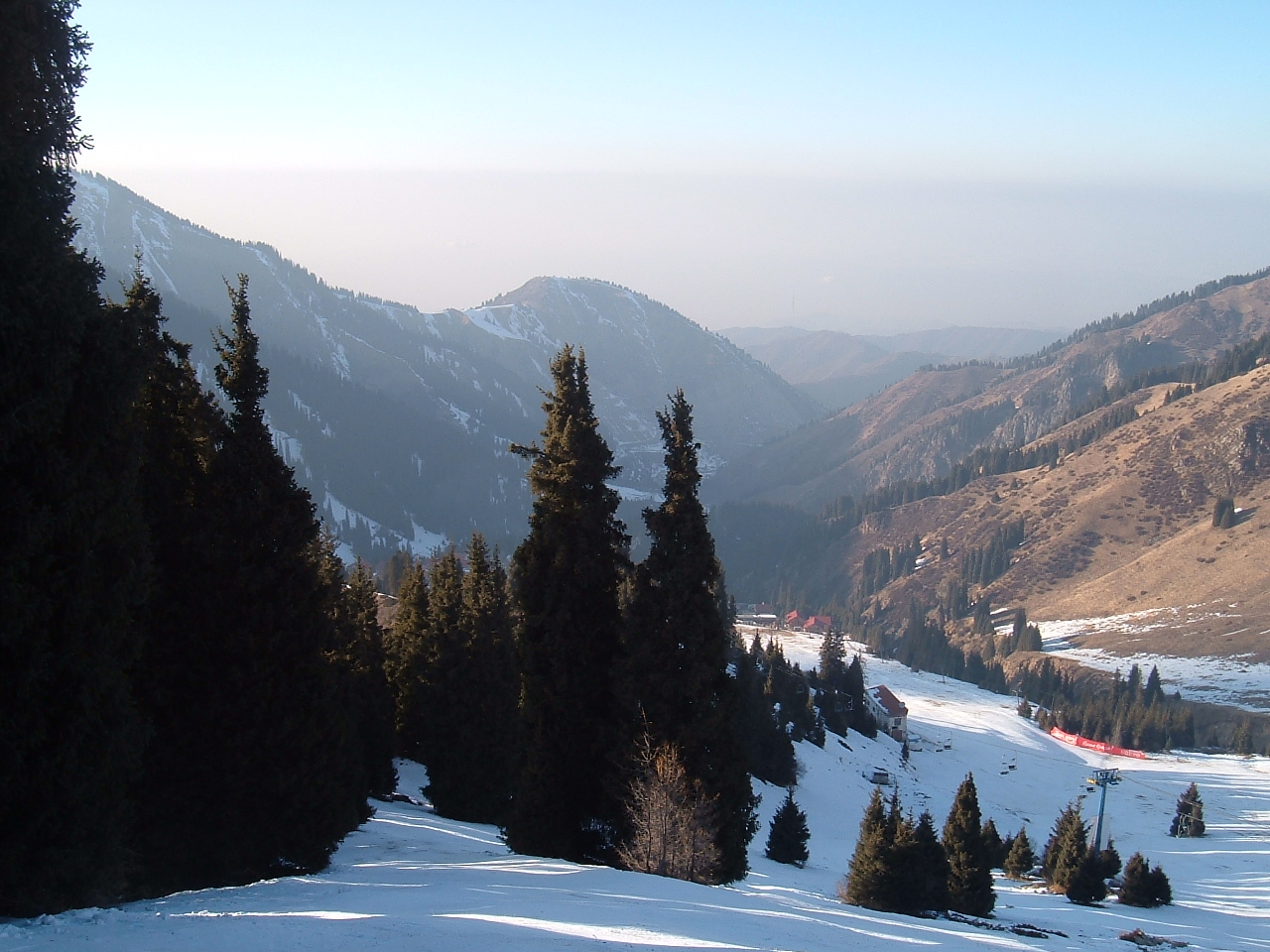
A Shymbulak si sono svolte le gare di sci alpino

| Luogo  | Impianto                                  | Sport                                     | Capienza |
| ------ | ----------------------------------------- | ----------------------------------------- | -------- |
| Astana | Astana Arena                              | Cerimonia di apertura                     | 30.000   |
| Astana | Alau                                      | Pattinaggio di velocità                   | 8.773    |
| Astana | Kazakhstan Sports Palace (arena 1)        | Hockey su ghiaccio                        | 5.050    |
| Astana | Kazakhstan Sports Palace (arena 2)        | Hockey su ghiaccio                        | 1.200    |
| Astana | Republican Cycling Track                  | Short track, pattinaggio di figura        | 8.000    |
| Almaty | Baluan Sholak Sport and Culture Palace    | Hockey su ghiaccio, cerimonia di chiusura | 5.000    |
| Almaty | Medeo                                     | Bandy                                     | 8.500    |
| Almaty | International Ski Jump Complex            | Salto con gli sci                         | 9.500    |
| Almaty | Shymbulak                                 | Sci alpino                                | 3.000    |
| Almaty | Biathlon and Cross Country Skiing Stadium | Biathlon, sci nordico, sci orientamento   | 6.200    |
| Almaty | Tabagan Sport and Recreation Complex      | Freestyle                                 | 2.250    |

## Calendario
| ● | Cerimonia di apertura |  | Gare | ● | Finali |  | Galà di esibizione | ● | Cerimonia di chiusura |

| Gennaio / Febbraio      | Ven 28 | Sab 29 | Dom 30 | Lun 31 | Mar 1 | Mer 2 | Gio 3 | Ven 4 | Sab 5 | Dom 6 | Medaglie |
| ----------------------- | ------ | ------ | ------ | ------ | ----- | ----- | ----- | ----- | ----- | ----- | -------- |
| Bandy                   |        |        |        |        |       |       |       |       |       | 1     | 1        |
| Biathlon                |        |        |        | 1      | 1     | 1     |       | 2     | 1     | 1     | 7        |
| Freestyle               |        |        |        | 2      | 2     |       | 2     |       |       |       | 6        |
| Hockey su ghiaccio      |        |        |        |        |       |       | 1     |       |       | 1     | 2        |
| Pattinaggio di figura   |        |        |        |        |       |       |       | 1     | 3     |       | 4        |
| Pattinaggio di velocità |        |        |        | 2      | 2     | 2     |       | 2     | 2     | 2     | 12       |
| Salto con gli sci       |        |        |        | 1      |       | 1     |       | 1     |       |       | 3        |
| Sci alpino              |        |        |        | 2      | 2     |       |       | 2     |       |       | 6        |
| Sci nordico             |        |        |        | 2      | 2     | 2     | 2     |       | 2     | 2     | 12       |
| Sci orientamento        |        |        |        | 2      |       | 2     | 2     |       | 2     |       | 8        |
| Short track             |        |        |        | 2      | 2     | 4     |       |       |       |       | 8        |
| Medaglie assegnate      |        |        |        | 14     | 11    | 12    | 7     | 8     | 9     | 8     | 69       |
| Cerimonie               |        |        | ●      |        |       |       |       |       |       | ●     |          |
| Gennaio / Febbraio      | Ven 28 | Sab 29 | Dom 30 | Lun 31 | Mar 1 | Mer 2 | Gio 3 | Ven 4 | Sab 5 | Dom 6 | Medaglie |

## Medagliere
| #      | Nazione        | Oro | Argento | Bronzo | Totale |
| ------ | -------------- | --- | ------- | ------ | ------ |
| 1      | Kazakistan     | 32  | 21      | 17     | 70     |
| 2      | Giappone       | 13  | 24      | 17     | 54     |
| 3      | Corea del Sud  | 13  | 12      | 13     | 38     |
| 4      | Cina           | 11  | 10      | 14     | 35     |
| 5      | Mongolia       | 0   | 1       | 4      | 5      |
| 6      | Iran           | 0   | 1       | 2      | 3      |
| 7      | Corea del Nord | 0   | 0       | 1      | 1      |
| 8      | Kirghizistan   | 0   | 0       | 1      | 1      |
| Totale | Totale         | 69  | 69      | 69     | 207    |